# Verbascum paradoxum
Verbascum paradoxum är en flenörtsväxtart som beskrevs av Heinrich Carl Haussknecht. Verbascum paradoxum ingår i släktet kungsljus, och familjen flenörtsväxter. Inga underarter finns listade i Catalogue of Life.